# Ivan Vukoja
Ivan Vukoja (Ljubuški, 13. studenog 1969.) je hrvatski i bosanskohercegovački pjesnik, sociolog, likovni kritičar. Osnovnoškolsku i srednju naobrazbu stekao u rodnom mjestu. Diplomirao sociologiju na Filozofskom fakultetu u Zagrebu. Glavni je urednik časopisa Status, a tekstove objavljuje i u drugim znanstvenim i književnim publikacijama.  

## Djela
- Metafizika kamena (pjesme, 1992.)
- Izbor za vas (pjesme, 1994.)

## Vanjske poveznice
- Rasplesanost volumena